# マナート・L・エベール
マナート・リンカーン・エベール（Mannert Lincoln Abele, 1903年7月11日 - 1942年7月30日）は、第二次世界大戦時のアメリカ海軍軍人。最終階級は少佐。
1920年8月海軍に入り、1922年6月に少尉候補生となる。1926年6月3日、アナポリスを卒業して少尉に任官し、1929年からコネチカット州ニューロンドンの海軍潜水艦基地で潜水艦乗組員として訓練を受けた。この間結婚し、後にグラニオンの捜索を行うことになる三人の息子をもうけている。
アメリカ合衆国が第二次世界大戦に突入すると、1942年4月11日ガトー級潜水艦グラニオン(USS Grunion, SS-216)の艦長に任命され、戦死する7月30日まで勤めた。
エベール指揮するグラニオンは1942年7月、最初の哨戒任務をアリューシャン列島西方で行い、同月中旬二隻の300トン級警備艇を撃沈。三隻目にも大きな損害を与えるなど着々と戦果をあげたが、下旬にダッチハーバーへの帰還命令を受け帰還途上の30日キスカ島沖で日本汽船鹿野丸を雷撃、航行不能に追い込むが止めの一撃を与えるべく浮上中に反撃を受け撃沈される。この際エベールは他の乗員とともに行方不明となった。以後発見されることはなく、この攻撃で戦死したものと思われる。エベールは行方不明のまま戦死の扱いとなり海軍殊勲章を受章。同時に戦死した乗員70名は全員がパープルハート章を受賞した。彼の栄誉をたたえ、アレン・M・サムナー級駆逐艦の30番艦がその名を命名された。同艦は沖縄戦で桜花によって戦没している。
息子3人の捜索により2006年にグラニオンの戦没が確認され、これによってエベールの戦死も確定した。